# David Nutter
David Nutter (nacido en 1960) es un director de cine y televisión estadounidense y productor de televisión. Es conocido principalmente por dirigir episodios piloto para televisión. En 2015, recibió un premio Primetime Emmy a la mejor dirección de una serie dramática, por su trabajo en la serie de HBO «Game of Thrones».

## Educación y primeros años
Nutter nació en 1960. Se graduó de Dunedin High School en Dunedin, Florida, en 1978. Posteriormente se graduó de la Universidad de Miami, donde originalmente se inscribió como estudiante de música.

## Carrera
Nutter comenzó su carrera dirigiendo episodios de Superboy y The X-Files . A partir de ahí, pasaría a dirigir el piloto y ayudaría con la creación de Space: Above and Beyond, Millennium, Sleepwalkers, Roswell, Dark Angel, Smallville, Tarzán, Without a Trace, Dr. Vegas, Jack & Bobby, Supernatural, Traveller., Terminator: Las crónicas de Sarah Connor, El mentalista y Shameless .
También dirigió "Replacements", la cuarta parte de la miniserie Band of Brothers, y participó en el premio Primetime Emmy de esa serie a la mejor dirección de una miniserie, película o especial dramático. Otros aspectos destacados de la dirección incluyen "Join the Club", un episodio de Los Soprano nominado al Emmy, y la película de 1998 Disturbing Behavior.
Nutter dirigió 10 episodios de la serie de HBO ; Séquitoincluyendo "La Resurrección", "la novia del Príncipe" y la serie final, "El Fin".
En 2008, LG utilizó el piloto de Nutter para crear una campaña para su nueva línea "Escarlata" de HDTVs, creando un clip promocional en el estilo de tráiler para un piloto de televisión.
En 2011, Nutter dirigió el piloto de Rina Mimoun en El Doctor, para CBS.
En 2012, Nutter dirigió "Los dioses antiguos y lo nuevo" y "Un hombre sin honor", dos episodios de la segunda temporada de la serie de HBO Game of Thrones. En 2013, dirigió los dos últimos episodios de la tercera temporada, "Las lluvias de Castamere" (con la infame secuencia de "Boda Roja") y "Mhysa".
Nutter también dirigió el piloto de la serie Arrow de The CW, basado en el cómic  Flecha Verde, protagonizado por Stephen Amell.
En 2014, regresó a la serie Game of Thrones para dirigir los dos últimos episodios de la quinta temporada, "Danza de dragones" y "Mother's Mercy". Por este último, recibió un premio Primetime Emmy a la mejor dirección de una serie dramática.
En 2015, Nutter experimentó una lesión importante que requirió varias cirugías de espalda y tuvo que saltarse la dirección de los episodios de las dos próximas temporadas de Game of Thrones mientras se recuperaba.
En septiembre de 2017, se anunció que Nutter volvería a dirigir al menos dos episodios de la octava temporada de Game of Thrones, junto a Miguel Sapochnik, David Benioff y DB Weiss durante el resto de los episodios. Más tarde se confirmó que Nutter dirigiría tres episodios, que incluyen el primer, segundo y cuarto episodios de la octava temporada.

## Lista de pilotos dirigidos
Los primeros dieciséis pilotos dirigidos por Nutter fueron todos de series. Esta racha se rompió en 2011 cuando CBS decidió no elegir The Doctor de Rina Mimoun.
- Espacio: más allá (1995)
- Milenio (1996)
- Sonámbulos (1997)
- Roswell (1999)
- Ángel oscuro (2000)
- Smallville (2001)
- Sin rastro (2002)
- Dr. Vegas (2004)
- Tarzán (2003)
- Jack y Bobby (2004)
- Sobrenatural (2005)
- Viajero (2006)
- Terminator: Las crónicas de Sarah Connor (2007)
- El mentalista (2008)
- Eastwick (2009)
- Persecución (2010)
- El doctor (2011)
- Flecha (2012)
- El flash (2014)
- Engaño (2018)

## Vida personal
Nutter estuvo casado con su esposa, Birgit, desde 1987 hasta su muerte por cáncer en 2019.   Tienen dos hijos, la actriz Zoe K. Nutter y Ben Nutter.